# Linalool

Linalool

Linalool je přirozeně se vyskytující terpenový alkohol, obsažený v mnoha květinách a kořenných rostlinách. Má široké komerční použití, zejména pro svou příjemnou vůni (květinovou, s trochou kořenné vůně). Nazývá se též β-linalool, linalylalkohol, linaloyloxid nebo allo-ocimenol, systematický název je 3,7-dimethylokta-1,6-dien-3-ol.

## Výskyt v přírodě
Linalool je produkován více než 200 rostlinnými druhy, hlavně z čeledi hluchavkovité (máty, vonné byliny), vavřínovité (vavříny, skořice, růžové dřevo) a routovité (citrusy), ale také břízami a dalšími rostlinami, od tropického až k polárnímu pásu. Je obsažen i v některých houbách.

## Enantiomery
Linalool má chirální centrum C3 a proto existují dva stereoizomery: likareol je (R)-(−)-linalool a má označení CAS 126-90-9 (PubChem 67179), zatímco koriandrol je (S)-(+)-linalool s CAS 126-91-0 (PubChem 13562).
Oba enantiomery se vyskytují v přírodě: (S)-linalool je například hlavní složkou esenciálního oleje semene koriandru (Coriandrum sativum L. čeleď Apiaceae), kadidlovníku (Cymbopogon martinii var martinii (Roxb.) Wats., čeleď Poaceae) a pomerančovníku čínském (Citrus sinensis Osbeck, čeleď Rutaceae). (R)-linalool je mimo jiné přítomen v levanduli (Lavandula officinalis Chaix, čeleď Lamiaceae), vavřínu (Laurus nobilis, čeleď Lauraceae) a bazalce (Ocimum basilicum, čeleď Lamiaceae).
Každý enantiomer způsobuje u člověka jiné nervové odezvy, proto má každý jinou vůni. (S)-(+)-linalool je vnímán jako sladká, květinová vůně podobná pomerančovému listí (práh 7,4 ppb), kdežto 3R forma má dřevitější a levandulovou vůni (práh 0,8 ppb).

## Biosyntéza
U vyšších rostlin je linalool, stejně jako jiné monoterpenoidy, produkován z isopentenylpyrofosfátu přes univerzální isoprenoidní meziprodukt geranylpyrofosfát, pomocí třídy membránových enzymů nazývaných monoterpensyntázy. Jeden z těchto enzymů, linaloolsyntáza (LIS), je podle zjištění odpovědný za tvorbu (S)-linaloolu ve více rostlinných tkáních.

## Použití
Kromě použití pro svou vůni ve výrobcích jako jsou mýdla, čisticí prostředky, šampony a krémy, se linalool používá také jako chemické reagencium. Jedním z produktů linaloolu je vitamin E. Linalool se používá také jako insekticid proti blechám a švábům.

## Bezpečnost
Linaloolu by se měly vyvarovat osoby s alergií na parfémy.